# Église Notre-Dame de Talant
Pour les articles homonymes, voir Église Notre-Dame.
L’église Notre-Dame est située dans l'agglomération de la ville de Dijon à Talant, en France. 

## Historique
L'église est classée au titre des monuments historiques en 1908.